# 1920 w sztukach plastycznych
Wydarzenia w sztukach plastycznych i wizualnych w 1920 roku.

## Wydarzenia
- Piet Mondrian opublikował manifest Le Néo-plasticisme[1].

## Malarstwo

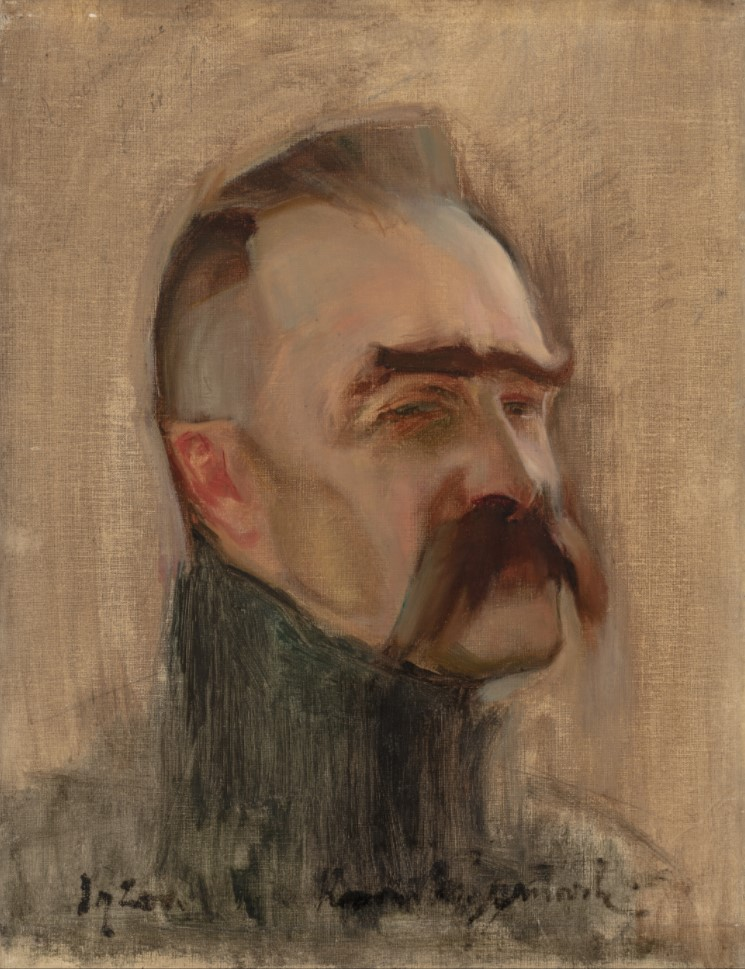
Konrad Krzyżanowski, Portret Józefa Piłsudskiego

- Piet Mondrian

Kompozycja z czerwienią, czernią, żółcią i szarością
Kompozycja z żółtym, czerwonym, niebieskim i szarym
- Salvador Dalí

Portret wiolonczelisty Ricarda Pichota
- Konrad Krzyżanowski

Portret Józefa Piłsudskiego – olej na płótnie, 46×35,5 cm
- Chaim Soutine

Mały piekarczyk
- Stanisław Ignacy Witkiewicz

Kompozycja ze śpiącą kobietą i potworem (Samobójstwo) – olej na bawełnie, 57,8x78,5

## Grafika
- Edward Hopper

Krajobraz amerykański – akwaforta

## Rysunek
- Stanisław Ignacy Witkiewicz

Kompozycja z grabarzami – pastel na papierze, 48,8x60,5
Aldebaran i Hyady – pastel na papierze, 101x72
Autoportret w czaku Pawłowskiego Pułku Gwardii – pastel na papierze
Kuszenie Adama – pastel na papierze, 48x64
Szatan – pastel na papierze, 48x64

## Urodzeni
- 14 stycznia – Siegmund Lympasik, niemiecki malarz i grafik (zm. 1996)
- 8 maja:
  - Tom of Finland, fiński rysownik, malarz, ilustrator (zm. 1991)
  - Saul Bass, amerykański grafik i reżyser filmowy (zm. 1996)
- 5 lipca – Viera Kraicová, słowacka malarka, ilustratorka i rysowniczka (zm. 2012)
- 31 października – Helmut Newton, niemiecko-australijski fotograf mody (zm. 2004)
- 18 grudnia – Enrique Grau, kolumbijski malarz i rzeźbiarz (zm. 2004)

## Zmarli
- 26 stycznia – Jeanne Hébuterne (ur. 1898), francuska artystka
- 26 marca - Samuel Colman (ur. 1832), amerykański malarz, pisarz i projektant wnętrz
- 12 maja – Georges Petit (ur. 1856), francuski marszand, promotor impresjonistów
- 5 lipca – Max Klinger (ur. 1857), niemiecki symbolista, malarz, rzeźbiarz i grafik
- 22 lipca - Francisco Domingo Marqués (ur. 1842), hiszpański malarz